# Литовська хокейна ліга
Литовська хокейна ліга (лит. Lietuvos ledo ritulio lyga) — щорічні хокейні змагання в Литві, які проводяться з 1991 року під егідою Федерації хокею Литви. У чемпіонаті беруть участь сім клубів.

## Чемпіони Литви
- 1992 : Енергія Електренай
- 1993 : Енергія Електренай
- 1994 : Енергія Електренай
- 1995 : Енергія Електренай
- 1996 : Енергія Електренай
- 1997 : Енергія Електренай
- 1998 : Енергія Електренай
- 1999 : Енергія Електренай
- 2000 : Вілтіс Електренай
- 2001 : Енергія Електренай
- 2002 : Гарсу Пасауліс Вільнюс
- 2003 : Енергія Електренай
- 2004 : Енергія Електренай
- 2005 : Енергія Електренай
- 2006 : Енергія Електренай
- 2007 : Енергія Електренай
- 2008 : Енергія Електренай
- 2009 : Енергія Електренай
- 2010 : Спорто Центрас Електренай
- 2011 : Спорто Центрас Електренай
- 2012 : ЕССМ Енергія Електренай
- 2013 : Енергія Електренай
- 2014 : ХК «Деловая РУС» (Калінінград)
- 2015 : ХК «Деловая РУС» (Калінінград)
- 2016 : Енергія Електренай
- 2017 : Енергія Електренай
- 2018 : Енергія Електренай
- 2019 : Енергія Електренай
- 2020 : переможця немає через пандемію коронавірусу
- 2021 : Каунас Сіті
- 2022 : Хокей Панкс
- 2023 : Каунас Сіті
- 2024 : Енергія Електренай
- 2025 : Клайпеда

## Клуби та титули
| Титули | Клуб                           | Сезони |
| ------ | ------------------------------ | --- |
| 22     | Енергія Електренай             | 1992, 1993, 1994, 1995, 1996, 1997, 1998, 1999, 2001, 2003, 2004, 2005, 2006, 2007, 2008, 2009, 2013, 2016, 2017, 2018, 2019, 2024 |
| 2      | Спорто Центрас Електренай      | 2010, 2011 |
| 2      | ХК «Деловая РУС» (Калінінград) | 2014, 2015 |
| 2      | Каунас Сіті                    | 2021, 2023 |
| 1      | Вілтіс Електренай              | 2000 |
| 1      | Гарсу Пасауліс Вільнюс         | 2002 |
| 1      | ЕССМ Енергія Електренай        | 2012 |
| 1      | Хокей Панкс                    | 2022 |
| 1      | Клайпеда                       | 2025 |